# Iker Bravo Solanilla
Iker Bravo Solanilla (nascut el 13 de gener de 2005) és un futbolista professional català, d'Esplugues de Llobregat, que juga com a davanter a l'Udinese Calcio, de la Serie A.

## Carrera de club

### Bayer Leverkusen
Controlat pel Barcelona als 5 anys mentre jugava al CFA Espluguenc, Bravo es va incorporar a La Masia i va formar part del planter juvenil barcelonista fins que va signar amb el club alemany Bayer Leverkusen el 28 de juliol de 2021. Va fer el seu debut com a professional amb el Leverkusen com a substitut tardà en una derrota a la DFB-Pokal per 2-1 davant el Karlsruher SC el 27 d'octubre de 2021. Amb 16 anys, 9 mesos i 15 dies, Bravo va ser el debutant més jove de la història del Leverkusen, agafant el rècord de Florian Wirtz. El 7 de novembre de 2021, Bravo va debutar amb el Bayer Leverkusen a la Bundesliga en un empat 1-1 amb l'Hertha SC; amb 16 anys i 298 dies va ser breument el segon debutant més jove de la 1. Bundesliga i el més jove del Bayer Leverkusen, abans de ser superat pel seu company d'equip Zidan Sertdemir en el mateix partit.

#### Cessió al Reial Madrid Castella
El 29 d'agost de 2022, Bravo va anar al Reial Madrid Castilla de Primera Federació, cedit per 1 any pel Leverkusen. El 4 de setembre, Bravo va ser convocat pel Reial Madrid per al partit de la UEFA Champions League contra el Celtic. El 17 de setembre, Bravo va marcar el seu primer gol amb el Reial Madrid Castella, guanyant el partit contra el San Sebastián de los Reyes per 5-1. L'11 de juny de 2023, Bravo va ser fonamental en el notable 3-0 del Castilla davant el Barcelona Atlètic, marcant un dels gols que els van impulsar a la final del playoff d'ascens contra l'Eldenc, competint per un lloc a Segona Divisió. El 17 de juny de 2024, la cessió de Bravo al Reial Madrid va ser rescindida amb efecte immediat, i va tornar al Bayer Leverkusen.

### Udinese
El 31 de juliol de 2024, Bravo va signar un contracte de quatre anys amb el club Udinese Calcio de la Serie A. Més tard aquell mateix any, el 30 d'octubre, va marcar el seu primer gol i va fer una assistència en una derrota per 3-2 contra el Venezia FC.